# Tinajo (kommun)
Tinajo är en kommun i Spanien. Den ligger i den autonoma regionen Kanarieöarna i sydvästra delen av landet, 1 600 km sydväst om huvudstaden Madrid. Antalet invånare är 6 865 (2024). Arean är 135,78 kvadratkilometer. Tinajo ligger på ön Lanzarote. Tinajo gränsar till San Bartolomé, Teguise, Tías och Yaiza. 